# 岡藤正広
岡藤 正広（おかふじ まさひろ、1949年12月12日 - ）は、日本の実業家。第11代伊藤忠商事株式会社の代表取締役社長を経て、同代表取締役会長CEO。

## 略歴
- 1974年（昭和49年）
  - 3月 - 東京大学経済学部卒業
  - 4月 - 伊藤忠商事株式会社に入社
- 1993年（平成5年）10月 - アパレル第三部輸入繊維第一課長
- 1997年（平成9年）4月 - アパレル第三部長
- 1999年（平成11年）4月 - 輸入繊維事業部長
- 2000年（平成12年）11月 - 経営企画SIプロジェクト推進室長
- 2002年（平成14年）
  - 4月 - ブランドマーケティング事業部長
  - 6月 - 執行役員
  - 7月 - 繊維カンパニープレジデント補佐兼ブランドマーケティング事業部長
- 2004年（平成16年）
  - 4月 - 常務執行役員、繊維カンパニープレジデント
  - 6月 - 代表取締役常務
- 2006年（平成18年）4月 - 代表取締役専務
- 2009年（平成21年）4月 - 代表取締役副社長
- 2010年（平成22年）4月 - 代表取締役社長（11代目）[2]
- 2011年（平成23年）6月 - 日清食品ホールディングス株式会社社外取締役[3]
- 2018年（平成30年）4月 - 代表取締役会長CEO[1]

## 人物
- 大阪府立高津高等学校3年生の時に結核を患うと同時に父親を亡くし、2年遅れて入学した東京大学の学費や生活費を家庭教師のアルバイトなどすべて自分で賄った[4]。
- 高校時代は夜型の生活で受験に失敗したとの思いもあり、社会人となってからは徹底した朝型生活に切り替えたことが仕事の上でも有益だったという。こうした経験もあり、社長として朝型勤務制度を導入した[5]。
- 伊藤忠では、繊維部門が長く、イタリアのファッションブランドアルマーニの日本での独占輸入販売権獲得などに貢献した[6]。
- 2010年4月同社代表取締役社長に就任以降、同社の業績は伸び続け、2016年3月期には初の業界首位となり、2018年4月代表取締役会長CEOに就任。
- 2025年1月、日本経済新聞朝刊の文化面「私の履歴書」にて半生を振り返っている。[7]

## 著書
- 企業価値とは株主価値だけではない（2016年、ダイヤモンド社）